# Frédéric V de Hesse-Hombourg
Pour les articles homonymes, voir Frédéric V.
Frédéric V (30 janvier 1748, Hombourg – 20 janvier 1820, Hombourg) est landgrave de Hesse-Hombourg de 1751 à sa mort.
La vie de Frédéric V couvre une époque riche en évènements qui changea maintes fois la configuration géopolitique de l'Europe.
Né sous l'Ancien Régime, il connait la Révolution française, l'avènement et la chute de Napoléon Ier, la réorganisation de l'Allemagne et de l'Europe par le congrès de Vienne.

## Biographie

### Enfance de Frédéric V de Hesse-Hombourg
Fils aîné de Frédéric IV de Hesse-Hombourg et de Ulrique-Louise de Solms-Braunfels.
Louis VIII de Hesse-Darmstadt désirant réunir la Hesse-Hombourg à la Hesse-Darmstadt, en 1747, ses troupes occupent la Hesse-Hombourg.
En 1748, le titre d'héritier du landgraviat de Hesse-Hombourg est contesté, Frédéric IV meurt en 1751, Ulrique de Solms, sa mère, Charlotte de Solms, sa grand-mère veillent aux intérêts du jeune Frédéric V.
Alexandre de Sinclair, père du diplomate Isaac de Sinclair, est un homme pieux, intelligent, ayant reçu lui-même une solide éducation, il est chargé de l'éducation du jeune landgrave de Hesse-Hombourg. Il enseigne au jeune Frédéric V la philosophie, les mathématiques et les lettres, en outre, Frédéric V est un pianiste et un joueur d'échecs passionné.

### Frédéric V de Hesse-Hombourg passionné de littérature
Ses échanges épistolaires avec Johann Kaspar Lavater, Voltaire, d'Alembert et Albrecht von Haller sont célèbres. Il est un ami du poète allemand Friedrich Hölderlin. Johann Wolfgang von Goethe fait un bref séjour à Hombourg.

### Règne de Frédéric V de Hesse-Homburg

Le landgraviat de Hesse-Hombourg au sein de la Confédération Germanique.

En 1795, le général Jean-Baptiste Jourdan envahit le territoire du Rhin, dès lors la Hesse-Hombourg est presque constamment occupée par les troupes françaises et devait verser une contribution pour l'armée d'occupation.
En 1798, les généraux Laurent de Gouvion Saint-Cyr et Michel Ney installent leur quartier général à l'intérieur du château de Hombourg, château occupé par la famille de Hesse-Hombourg, hormis les fils qui combattent Napoléon Ier dans l'armée prussienne.
Frédéric V refuse d'adhérer à la confédération du Rhin, en 1806 il perd le landgraviat de Hesse-Hombourg qui revient au landgrave Louis IX de Hesse-Darmstadt. Après l'exil de Napoléon Ier, Frédéric V recouvre la Hesse-Homburg. En 1815, grâce au congrès de Vienne, Frédéric V peut acquérir Meisenheim (ancien district de Birkenfeld situé dans l'ancien département de la Sarre). Le 7 juillet 1817, Frédéric V adhère à la confédération germanique, son landgraviat est le plus petit État de cette confédération.

## Descendance
Le 27 septembre 1768, Frédéric V épouse Caroline (2 mars 1746 – 18 septembre 1821), fille aînée du landgrave Louis IX de Hesse-Darmstadt et de Caroline de Palatinat-Deux-Ponts-Birkenfeld dite « la Grande Landgravine ». Treize enfants sont nés de cette union, cinq filles et huit fils. De ces huit fils, cinq deviennent landgrave de Hesse-Hombourg, mais aucun d'eux n'a de fils qui lui survit et la lignée de Hesse-Hombourg s'éteint avec eux.
- Frédéric VI (30 juillet 1769 – 2 avril 1829), landgrave de Hesse-Hombourg, épouse en 1818 Élisabeth du Royaume-Uni (1770-1840) ;
- Louis-Guillaume (29 août 1770 – 19 janvier 1839), landgrave de Hesse-Hombourg, épouse en 1804 (divorce en 1805) Augusta de Nassau-Usingen (1778-1846) ;
- Caroline (26 août 1771 – 20 juin 1854), épouse en 1793 le prince Louis-Frédéric II de Schwarzbourg-Rudolstadt ;
- Louise-Ulrique de Hesse-Hombourg (de) (1772-1854), épouse en 1793 le prince Charles-Gonthier (de) (frère de Louis-Frédéric II) ;
- Paul (1775-1776) ;
- Amélie (29 juin 1774 – 3 février 1846), épouse en 1792 le prince héritier Frédéric d'Anhalt-Dessau ;
- Augusta (28 novembre 1776 – 1er avril 1871), épouse en 1818 le prince héritier Frédéric-Louis de Mecklembourg-Schwerin ;
- Victor (1778-1780) ;
- Philippe (11 mars 1779 – 15 décembre 1846), landgrave de Hesse-Hombourg, épouse morganatiquement en 1829 Rosalia Potoschnigg ;
- Gustave (17 février 1781 – 8 septembre 1848), landgrave de Hesse-Hombourg, épouse en 1818 Louise d'Anhalt-Dessau (1798–1858) ;
- Ferdinand (26 avril 1783 – 24 mars 1866), landgrave de Hesse-Hombourg, jamais marié ;
- Marie-Anne (13 octobre 1785 – 14 avril 1846), épouse en 1804 le prince Guillaume de Prusse ;
- Léopold (10 février 1787 – 2 mai 1813).